# Верхній Ізяк
Верхній Ізя́к (рос. Верхний Изяк, башк. Үрге Иҙәк) — село у складі Благовіщенського району Башкортостану, Росія. Адміністративний центр Ізяківської сільської ради.
Населення — 558 осіб (2010; 508 в 2002).
Національний склад:
- марійці — 47 %